# Lovely Writer: The Series
Lovely Writer: The Series (tiếng Thái: นับสิบจะจูบ; RTGS: Nap Sip Cha Chup , nghĩa đen Nubsib Will Kiss), là một phim truyền hình Thái với diễn viên Noppakao Dechaphatthanakun (Kao) và Poompat Iam-samang (Up).
Đạo diễn bởi Bundit Sintanaparadee, sản xuất bởi Good Feeling và Dee Tuk Wan 2019 cùng với Dee Hup House, phim truyền hình được phát sóng lần đầu trên Channel 3 trước khi đăng tải trên kênh YouTube chính thức vài tuần sau đó.
Bộ phim được lấy cốt truyện từ tác phẩm cùng tên "นับสิบจะจูบ" (Nap Sip Cha Chup).
Do sự bổ biến rộng rãi tại một số khu vực châu Á, bộ phim đã quay thêm một tập đặc biệt tên là Lovely Writer Special Episode: 2 Years of Love, 2gether or Not? tập trung vào mối quan hệ của Nubsib và Gene.

## Nội dung
Gene (Poompat Iam-samang) là một nhà năm (bút danh là Wizard) người muốn phát hành tiểu thuyết viễn tưởng. Nhưng người đứng đầu tòa soạn lại muốn anh phát hành tiểu thuyết cặp đôi nam nam. Sau sự thành công của tiểu thuyết đầu tiên, anh bị áp lực khi phải viết một tiểu thuyết khác có cùng thể loại mặc dù anh không muốn.
Sau đó một trong những tiểu thuyết của anh mang tên Bad Engineer được chuyển thể thành phim truyền hình, và anh được mời đến để tham khảo ý kiến trong buổi thử vai chính cho tác phẩm của mình. Anh đã gặp Nubsib (Noppakao Dechaphatthanakun) người thử vai tại hôm đó và dành được sự chú ý của Gene. Vài ngày sau, cơ duyên gặp lại quản lý của Nubsib tên Tum đã gửi gắm Nubsib sống tại căn hộ Gene cho đến khi anh có thể thuê căn hộ khác. Gene quyết định để Nubsib ở lại một tháng. Nubsib tại chung cư của Gene khiến cho họ có nhiều tình cảm hơn, dần dần nhiều bí mật được tiết lộ.

## Diễn viên
Dưới đây là danh sách viễn viên:

### Vai chính
- Noppakao Dechaphatthanakun vai Nubsib

Sinh viên đại học 20 tuổi, nam chính trong bộ phim truyền hình chuyển thể từ tác phẩm của Gene. Anh đã phải lòng Gene từ lúc nhỏ và tiếp tục theo đuổi cho đến lớn.
- Poompat Iam-samang vai Gene

Bạn đại học của Tum, trước đây là một nhà văn khoa học viễn tưởng. Anh được nhà xuất bản yêu cầu viết một tiểu thuyết tình yêu nam nam và sau đó đạt nhiều sự thành công.

### Vai phụ
- Thanisorn Leethanachai (Seng) vai Gene lúc nhỏ
- Nantapat Apiwat (Neve) vai Nubsib lúc nhỏ
- Sirikorn Kananuruk (Bruce) vai Aey

Bạn đại học của Nubsib, tưởng chừng anh có tình cảm với Nubsib nhưng thực chất là Gene.
- Wasin Panunaporn (Kenji) vai Hin

Trợ lý của Gene
- Prarunyu Sooksamram (Ken) vai Tum

Trợ lý của Nubsib, bạn đại học của Gene.
- Suppacheep Chanapai (Chap) vai Saymork

Bạn của Tiffy, diễn viên chính trong bộ phim truyền hình của Gene.
- Natharuetai Akkarakijwattanakul (Zorzo) vai Tiffy

Trợ lý của Aey, bạn của Saymork.
- Niroth Ruencharoen vai Mai

Đạo diễn phim truyền hình của Gene.
- Nu Surasak Chaiat (Nu) vai Teep

Ba của Gene. (tập 6-7, 9-12)
- Ornanong Panyawong (Orn) vai Run

Mẹ của Gene. (tập 6-7, 9-12)
- Prissana Klampinij (Poo) vai Orn

Mẹ của Nubsib. (tập 6-7, 9-12)
- Sutthirak Tangsutthichai (Top) vai Nueng

Anh trai của Nubsib. (tập 6, 8-10, 12)

## Nhạc phim
| Bài hát                 | Ca sĩ   | Ref.  |
| ----------------------- | ------- | ----- |
| น่าจะใช่ (Maybe It's you) | CHOGUN  | [ 5 ] |
| ONE TO TEN              | Gavin D | [ 6 ] |

## Đánh giá
- Trong bảng dưới đây, màu xanh biểu thị rating thấp nhất và màu đỏ biểu thị rating cao nhất.

| No.        | Ngày phát sóng           | Thời gian phát sóng | Tỉ lệ | Ref.   |
| ---------- | ------------------------ | ------------------- | ----- | ------ |
| 1          | Ngày 24 tháng 2 năm 2021 | Thứ tư 22:50        | 0.408 | [ 7 ]  |
| 2          | Ngày 3 tháng 3 năm 2021  | Thứ tư 22:50        | 0.400 | [ 8 ]  |
| 3          | Ngày 10 tháng 3 năm 2021 | Thứ tư 22:50        | 0.382 | [ 9 ]  |
| 4          | Ngày 17 tháng 3 năm 2021 | Thứ tư 22:50        | 0.368 | [ 10 ] |
| 5          | Ngày 24 tháng 3 năm 2021 | Thứ tư 22:50        | 0.314 | [ 11 ] |
| 6          | Ngày 31 tháng 3 năm 2021 | Thứ tư 22:50        | 0.374 | [ 12 ] |
| 7          | Ngày 7 tháng 4 năm 2021  | Thứ tư 22:50        | 0.492 | [ 13 ] |
| 8          | Ngày 14 tháng 4 năm 2021 | Thứ tư 22:50        | 0.464 | [ 14 ] |
| 9          | Ngày 21 tháng 4 năm 2021 | Thứ tư 22:50        | 0.440 | [ 15 ] |
| 10         | Ngày 28 tháng 4 năm 2021 | Thứ tư 22:50        | 0.446 | [ 16 ] |
| 11         | Ngày 5 tháng 5 năm 2021  | Thứ tư 22:50        | 0.319 | [ 17 ] |
| 12         | Ngày 12 tháng 5 năm 2021 | Thứ tư 22:50        | 0.295 | [ 18 ] |
| Trung bình | Trung bình               | Trung bình          | 0.392 | 1      |

^1  Dựa trên tỷ lệ rating trung bình mỗi tập.